# Hernoeming van plaatsen in Oost-Pruisen in 1938
De hernoeming van plaatsen in Oost-Pruisen in 1938 vond plaats na de nationaalsocialistische germaniseringspolitiek van 1933. De hernoeming werd beheerd door de Bund Deutscher Osten (BDO). Alles wat Pools of Litouws was of klonk moest een zuiver Duitse naam krijgen. Aanvankelijk werd de herbenoeming individueel besloten. Na een bevel van Gauleiter Erich Koch op 16 juli 1938 kwam er een massale hernoeming. Een groot aantal namen van Oud-Pruisische, Poolse en Litouwse afkomst werd zo gegermaniseerd. Dit trof ook andere delen van het Duitse Rijk, met name in de provincie Silezië en in de Lausitz. 
In Mazurië werden al voor de nationaalsocialistische tijd plaatsnamen veranderd. Zo kreeg Marggrabowa in 1925 al de nieuwe naam Treuburg, inmiddels Olecko. Het Rijksministerie voor Wetenschap, Onderwijs en Nationale Opvoeding stelde een commissie van deskundigen samen om de nieuwe namen te bedenken. In sommige districten werd in juli 1938 70% van de geografische namen (ook bossen, meren) gewijzigd. De wijzigingen varieerden van  vereenvoudigingen en verkortingen van de spellingen tot vertalingen (Pillkallen werd zo Schloßberg) en compleet nieuwe namen (Stallupönen werd Ebenrode, Scheschuppe werd Ostfluß). 
Na de Tweede Wereldoorlog werd Oost-Pruisen verdeeld tussen Polen en de Sovjet-Unie waardoor alle Duitse namen opnieuw aangepast werden. 